# Аккерман, Антон
Антон Аккерман (нем. Anton Ackermann, настоящее имя Ойген Ханиш (нем. Eugen Hanisch); 25 декабря 1905, Тальхайм, Рудные Горы — 4 мая 1973, Восточный Берлин) — политик в ГДР.

## Биография
Антон Аккерман родился в семье рабочего чулочной фабрики, по окончании народной школы он также работал на фабрике и принимал активное участие в работе Союза свободной немецкой молодёжи, а в 1920—1928 годах работал в Коммунистическом союзе молодёжи Германии. В 1926 году Аккерман вступил в КПГ.
В 1929—1931 годах Аккерман обучался в Международной ленинской школе в Москве, до 1933 года являлся аспирантом. Впоследствии работал в германском отделе Коммунистического интернационала. Являлся личным сотрудником Фрица Геккерта и Вильгельма Пика. Здесь же он познакомился с Элли Шмидт, с которой состоял в браке до развода в 1949 году.
После прихода к власти национал-социалистов Аккерман в 1933—1935 годах находился на нелегальной партийной работе в Берлине, работал секретарём у Йона Шера. В 1935 году эмигрировал в Прагу, где оставался до 1937 года. Принимал участие в Брюссельской конференции КПГ в октябре 1935 года. В Гражданскую войну в Испании Аккерман в 1937 году руководил политшколой интернациональных бригад в Беникасиме. Пробыв некоторое время в Париже, Аккерман в 1940 году прибыл в Москву, где работал редактором в газете Das freie Wort. В 1941 году Аккерман вёл пропагандистскую работу среди немецких военнопленных и выступил соучредителем Национального комитета «Свободная Германия». В 1941—1945 годах Аккерман руководил радиостанцией «Свободная Германия». В 1945 году был награждён орденом Красной Звезды.
В мае 1945 года Антон Аккерман с разрешения Советской военной администрации в Германии прибыл вместе с Вальтером Ульбрихтом, Вильгельмом Пиком и Францем Далемом в Берлин, где участвовал в воссоздании КПГ в советской зоне оккупации Германии. Он руководил инициативной группой КПГ в Саксонии и в последующее время написал несколько программных документов для КПГ и СЕПГ. Так, Аккерман выступил автором проекта и подписантом воззвания КПГ от 11 июня 1945 года. В изданном весной 1946 года сочинении «Существует ли особый немецкий путь к социализму?» Аккерман поддержал тезис о возможности построения социализма в Германии без предшествующего периода диктатуры пролетариата. Аккерман сыграл важную роль в процессе объединения двух рабочих партий КПГ и СДПГ в СЕПГ весной 1946 года и сформулировал вместе с социал-демократами «Основные принципы и цели СЕПГ». На XV съезде КПГ, состоявшемся 19-20 апреля 1946 года и непосредственно предшествовавшем слиянию партий, Аккерман выступил с критикой идеологической борьбы КПГ в период после 1933 года, упомянув некоторые роковые ошибки коммунистов в отношении национал-социализма.
На объединительном съезде в апреле 1946 года Аккерман был избран в состав правления партии и Центральный секретариат СЕПГ, в том же году стал депутатом ландтага Саксонии. После ухудшения отношений между Югославией и СССР в 1948 году Аккерман был вынужден отказаться от своего тезиса об особом немецком пути к социализму.
В 1949 году Аккерман был избран кандидатом в члены Политбюро ЦК СЕПГ. В 1950—1954 годах являлся депутатом Народной палаты ГДР, а в 1949—1953 годах занимал должность статс-секретаря министерства иностранных дел ГДР и одновременной руководил Институтом научных исследований. В 1951—1952 годах первый руководитель новосозданного Главного управления внешней разведки (нем. Hauptverwaltung Aufklärung) Министерства государственной безопасности ГДР.
С весны 1953 года сменил Георга Дертингера на посту министра иностранных дел ГДР. В сентябре 1953 года был снят со всех должностей за поддержку Вильгельма Цайссера, в 1954 году был исключён из состава ЦК СЕПГ. Реабилитирован в 1956 году.
Антон Аккерман работал в группе министра Пауля Ванделя и занимался преимущественно подготовительной работой для формирования министерства культуры. В 1954—1958 годах Аккерман руководил главным управлением кино при министерстве культуры, затем с 1958 года руководил отделом, а с 1960 года и вплоть до увольнения по инвалидности в 1961 году — заместителем председателя Государственной плановой комиссии по культуре и образованию.
В мае 1973 года Аккерман, тяжело болевший раком, покончил жизнь самоубийством. Урна с его прахом покоится в Мемориале социалистов на Центральном кладбище Фридрихсфельде в берлинском Лихтенберге.